# Premi César 1991

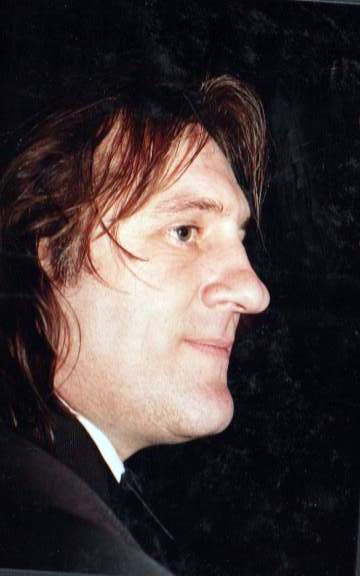
Gérard Depardieu, premiato come migliore attore, alla cerimonia dei César 1991

La cerimonia di premiazione della 16ª edizione dei Premi César si è svolta il 9 marzo 1991 al Théâtre des Champs-Élysées di Parigi. È stata presieduta da Sophia Loren e presentata da Richard Bohringer, Guy Marchand, Smaïn, Tchéky Karyo ed Eve Ruggeri. È stata trasmessa da Antenne 2.
Il film che ha ottenuto il maggior numero di candidature (tredici) e di premi (dieci) è stato Cyrano de Bergerac di Jean-Paul Rappeneau.

## Vincitori e candidati
I vincitori sono indicati in grassetto, a seguire gli altri candidati.

### Miglior film
- Cyrano de Bergerac, regia di Jean-Paul Rappeneau
- Il marito della parrucchiera (Le mari de la coiffeuse), regia di Patrice Leconte
- Nikita, regia di Luc Besson
- Le Petit Criminel, regia di Jacques Doillon
- Uranus, regia di Claude Berri

### Miglior regista
- Jean-Paul Rappeneau - Cyrano de Bergerac
- Claude Berri - Uranus
- Luc Besson - Nikita
- Jacques Doillon - Le Petit Criminel
- Patrice Leconte - Il marito della parrucchiera (Le mari de la coiffeuse)

### Miglior attore
- Gérard Depardieu - Cyrano de Bergerac
- Daniel Auteuil - Lacenaire
- Fabrice Luchini - La timida (La discrète)
- Michel Piccoli - Milou a maggio (Milou en mai)
- Jean Rochefort - Il marito della parrucchiera (Le mari de la coiffeuse)
- Michel Serrault - Docteur Petiot

### Miglior attrice
- Anne Parillaud - Nikita
- Nathalie Baye - Un weekend su due (Un week-end sur deux)
- Anne Brochet - Cyrano de Bergerac
- Tsilla Chelton - Zia Angelina (Tatie Danielle)
- Miou-Miou - Milou a maggio (Milou en mai)

### Migliore attore non protagonista
- Jacques Weber - Cyrano de Bergerac
- Michel Duchaussoy - Milou a maggio (Milou en mai)
- Michel Galabru - Uranus
- Maurice Garrel - La timida (La discrète)
- Daniel Prévost - Uranus

### Migliore attrice non protagonista
- Dominique Blanc - Milou a maggio (Milou en mai)
- Odette Laure - Daddy Nostalgie
- Thérèse Liotard - Le château de ma mère
- Thérèse Liotard - La gloire de mon père
- Catherine Jacob - Zia Angelina (Tatie Danielle)
- Danièle Lebrun - Uranus

### Migliore promessa maschile
- Gérald Thomassin - Le Petit Criminel
- Alex Descas - Al diavolo la morte (S'en fout la mort)
- Marc Duret - Nikita
- Vincent Pérez - Cyrano de Bergerac
- Philippe Uchan - Le château de ma mère

### Migliore promessa femminile
- Judith Henry - La timida (La discrète)
- Clotilde Courau - Le Petit Criminel
- Florence Darel - Uranus
- Judith Godrèche - La désenchantée
- Isabelle Nanty - Zia Angelina (Tatie Danielle)

### Migliore sceneggiatura originale o miglior adattamento
- Christian Vincent e Jean-Pierre Ronssin - La timida (La discrète)
- Jean-Claude Carrière e Jean-Paul Rappeneau - Cyrano de Bergerac
- Jacques Doillon - Le Petit Criminel
- Claude Klotz e Patrice Leconte - Il marito della parrucchiera (Le mari de la coiffeuse)

### Migliore fotografia
- Pierre Lhomme - Cyrano de Bergerac
- Thierry Arbogast - Nikita
- Eduardo Serra - Il marito della parrucchiera (Le mari de la coiffeuse)

### Miglior montaggio
- Noëlle Boisson - Cyrano de Bergerac
- Joëlle Hache - Il marito della parrucchiera (Le mari de la coiffeuse)
- Olivier Mauffroy - Nikita

### Migliore scenografia
- Ezio Frigerio - Cyrano de Bergerac
- Ivan Maussion - Il marito della parrucchiera (Le mari de la coiffeuse)
- Dan Weil - Nikita

### Migliori costumi
- Franca Squarciapino - Cyrano de Bergerac
- Agnès Nègre - Le château de ma mère
- Agnès Nègre - La gloire de mon père
- Yvonne Sassinot de Nesle - Lacenaire

### Migliore musica
- Jean-Claude Petit - Cyrano de Bergerac
- Vladimir Cosma - Le château de ma mère
- Vladimir Cosma - La gloire de mon père
- Éric Serra - Nikita

### Miglior sonoro
- Pierre Gamet e Dominique Hennequin - Cyrano de Bergerac
- Michel Barlier, Pierre Befve e Gérard Lamps - Nikita
- Henri Morelle, Pierre-Alain Besse e François Musy - Nouvelle Vague

### Miglior film straniero
- L'attimo fuggente (Dead Poets Society), regia di Peter Weir
- Légami! (¡Átame!), regia di Pedro Almodóvar
- Pretty Woman, regia di Garry Marshall
- Quei bravi ragazzi (Goodfellas), regia di Martin Scorsese
- Taxi Blues (Taksi-Blyuz), regia di Pavel Lungin

### Migliore opera prima
- La timida (La discrète), regia di Christian Vincent
- Asfour Stah, regia di Férid Boughedir
- Mado, poste restante, regia di Aleksandr Adabashyan
- Outremer, regia di Brigitte Roüan
- Un weekend su due (Un week-end sur deux), regia di Nicole Garcia

### Miglior cortometraggio di fiction
- Foutaises, regia di Jean-Pierre Jeunet
- Deux pièces/cuisine, regia di Philippe Harel
- Final, regia di Irène Jouannet
- Uhloz, regia di Guy Jacques

### Miglior cortometraggio documentario
- La valise, regia di François Amado
- Tai ti chan, regia di Chi Yan Wong

### Premio César onorario
- Jean-Pierre Aumont
- Sophia Loren